# Vilis Lācis
Vilis Lācis (født 12. maj 1904 i Mangaļi nær Riga i Guvernement Livland, død 6. februar 1966 i Riga i Lettiske SSR) var en lettisk forfatter og kommunistisk politiker. Han arbejdede på havnen i Riga og skrev i sin fritid. I 1933 udgav han romanen Zvejnieka dēls (Fiskerens søn), som gjorde ham til en af de mest succesrige forfattere i Letland i 1930'erne. Bogen oversattes til mere end 50 sprog og blev også filmatiseret. Endnu i dag er Zvejnieka dēls den mest oversatte lettiske bog.
Lācis sympatiserede med kommunisterne, der blev forbudt som parti efter Kārlis Ulmanis overtog magten i landet ved et statskup i 1934. Lācis blev overvåget af det hemmelige politi, men da hans popularitet som forfatter øgedes, beordrede Ulmanis at hans sagsmappe skulle destrueres. Lācis skrev positivt om Ulmanis og fik som modydelse støtte til at udgive bøger og til filmudgaven af Zvejnieka dēls. Hans kommunistiske sympatier kom frem efter den sovjetiske okkupation af Letland i 1940. Da blev Vilis Lācis indsat som formand for Lettiske SSR's øverste råd, et hverv han havde frem til 1959. Lācis anses for at have været en marionetfigur, da magten reelt lå hos centralkomitéen. Men, som formand tog han del i Stalins udrensninger og skrev under på anholdelsen og deportationen af over 40.000 letter. Lācis efterfulgtes af Jānis Peive som formand i 1959.